# 措勤县
措勤县（藏語：མཚོ་ཆེན་རྫོང་།，威利转写：mtsho chen rdzong，藏语拼音：Coqên Zong）是中华人民共和国西藏自治区阿里地区 东南部的一个县。藏语中意思是“大湖”，因境内有咸水湖扎日南木错而得名。
目前下辖：措勤镇、曲洛乡、江让乡、达雄乡和磁石乡。

## 行政区划
措勤县下辖1个镇、4个乡：
措勤镇、磁石乡、曲洛乡、江让乡和达雄乡。

## 人口
根据第七次全国人口普查数据，截至2020年11月1日零时，措勤县常住人口为17027人。其中家庭户5716户，家庭户人口16712人，平均每个家庭户的人口为2.92人。常住人口中，按性别分，男性8631人，女性8396人，分别占50.69%和49.31%，性别比（以女性为100）为102.80。

## 交通
- 216国道过境。